# Tyckeltjärnen, Jämtland
Tyckeltjärnen är en sjö i Åre kommun i Jämtland och ingår i Indalsälvens huvudavrinningsområde. Sjön har en area på 0,149 kvadratkilometer och ligger 523,5 meter över havet. Sjön avvattnas av vattendraget Tyckelbäcken.

## Delavrinningsområde
Tyckeltjärnen ingår i det delavrinningsområde (705993-136853) som SMHI kallar för Mynnar i Kallsjön. Medelhöjden är 559 meter över havet och ytan är 8,37 kvadratkilometer. Det finns inga avrinningsområden uppströms utan avrinningsområdet är högsta punkten. Tyckelbäcken som avvattnar avrinningsområdet har biflödesordning 2, vilket innebär att vattnet flödar genom totalt 2 vattendrag innan det når havet efter 345 kilometer. Avrinningsområdet består mestadels av skog (82 procent) och kalfjäll (14 procent). Avrinningsområdet har 0,15 kvadratkilometer vattenytor vilket ger det en sjöprocent på 1,8 procent.